# WELLDONE〜極道兄弟
『極道兄弟』は、2013年8月24日公開の日本映画。公開時タイトルは「WELLDONE 極道兄弟」。

## 概要
不良ばかり男4兄弟・厳格な父が再婚し5兄弟に！大の不良嫌いと喧嘩ばかりの兄弟たちの成長の物語。

## キャスト

### 米沢一家
米沢烈：藤田佳秀
長男・東嵐ヶ丘北高校３年トップ
米沢海：松木シュンドウ
次男・東嵐ヶ丘北高校３年トップ・烈と年子
米沢空：谷内勇斗
三男・東嵐ヶ丘北高校１年トップ
米沢正：亜連
末っ子・東嵐ヶ丘小学校６年トップ
米沢新八：長谷川ティティ
転校生・東嵐ヶ丘北３年・不良嫌い
米沢元：藤原喜明
厳格な父・再婚する
米沢佐和八子：横村直子
再婚・新八の母親

### 東嵐ヶ丘北高校
白鳥あかね：留川真帆
3年・マドンナ
白鳥ツバメ：りお
１年・あかねの妹
瀬尾雷斗：内山文貴
3年
六道勇：花島勇一郎
3年
林道子：朝比奈里奈
３年・生徒会長
福武雄：茅野超
３年・副生徒会長
椿咲紅子：南条ひな
３年
荒城凱：伏岡嘉則
３年
坂本誠一郎：井手らっきょ
熱血教師

### 熊桜伴内尾藤高校

#### 3年生
大文字豊：勝也
トップ
本木琥太郎：玖導成近
ツートップ
大山拳豪：吾磨壮奇
海老根ジョン：大村一隆
百目鬼大将：大里祐貴
鷲原丈子：堂野郁乃
山川巡査：ジジ・ぶぅ
町の愛され巡査
酔っ払い：元氣安
山川巡査の息子
城道千太：渡名喜忠信
南川ごう：崇岡白
紡里浦水：みろ
夜鍔クロ：奈之未夜

## スタッフ
- 監督：佳本周也
- プロデューサー：さかたまゆみ・ＳＡＳＡＫＩ
- 監督補:奈之未夜
- 助監督:崇岡白
- 脚本・撮影・編集：佳本周也
- アクション監督：みろ
- 音楽プロデュース：RUKA
- テーマ曲Show time　歌：悪餓鬼
- 製作：極道兄弟製作委員会・ロマネプロモーション
- 上映時間：80分